# 保卢斯·奥罗修斯
保卢斯·奥罗修斯（英語：Orosius，385年—420年），古罗马后期的基督教神学家和历史学家，出生于葡萄牙。由他所撰写的著作中反映了宗教的发展历史，具有极为重要的参考价值，极大地影响了后世的相关学者的研究方法与态度。

## 扩展阅读
- 本条目包含来自公有领域出版物的文本: Chisholm, Hugh (编).  (第11版). London: Cambridge University Press. 1911.